# Dorcus musimon
Dorcus musimon is een keversoort uit de familie vliegende herten (Lucanidae). De wetenschappelijke naam van de soort is voor het eerst geldig gepubliceerd in 1836 door Gene.